# Подокарп
Подока́рп, або ногоплідник (Podocarpus) — рід кущів або дерев заввишки 1—25 м (зрідка до 50 м), що налічує понад 100 видів. Подокарп і подокарпові загалом були притаманні флорі стародавнього суперконтиненту Гондвана. Назва «Podocarpus» утворена від слів грец. πούς — «ступня» і грец. καρπός — «плід». У часи неокому ногоплідник, дуб, гінкго, саговник, араукарія, таксодієві та інші рослини росли у північному Приазов'ї.

## Опис
Листки 0,5—15 см завдовжки, ланцетні, довгасті, серпоподібні, у деяких видів з різними жилками, розташовані по спіралі, хоча у деяких видів скручені і розташовані в двох горизонтальних рядах. Плід — ягоди яскраво червоного кольору з фіолетовим відтінком, м'ясисті, їх їдять птахи, у такий спосіб розносячи насіння з послідом. Багато видів, хоча й не всі, дводомні.

## Екологія та поширення
Рід Podocarpus представлений багатьма видами в горах тропіків і субтропіків; поширення роду простягається на південь до Чилі та Нової Зеландії, в північному напрямку до Японії та Мексики. У південно-східній Африці колись були поширені ногоплідникові ліси, однак нині вони перебувають під загрозою знищення. Ногоплідникові ліси поширені сьогодні тільки на важкодоступних висотах.

## Класифікація

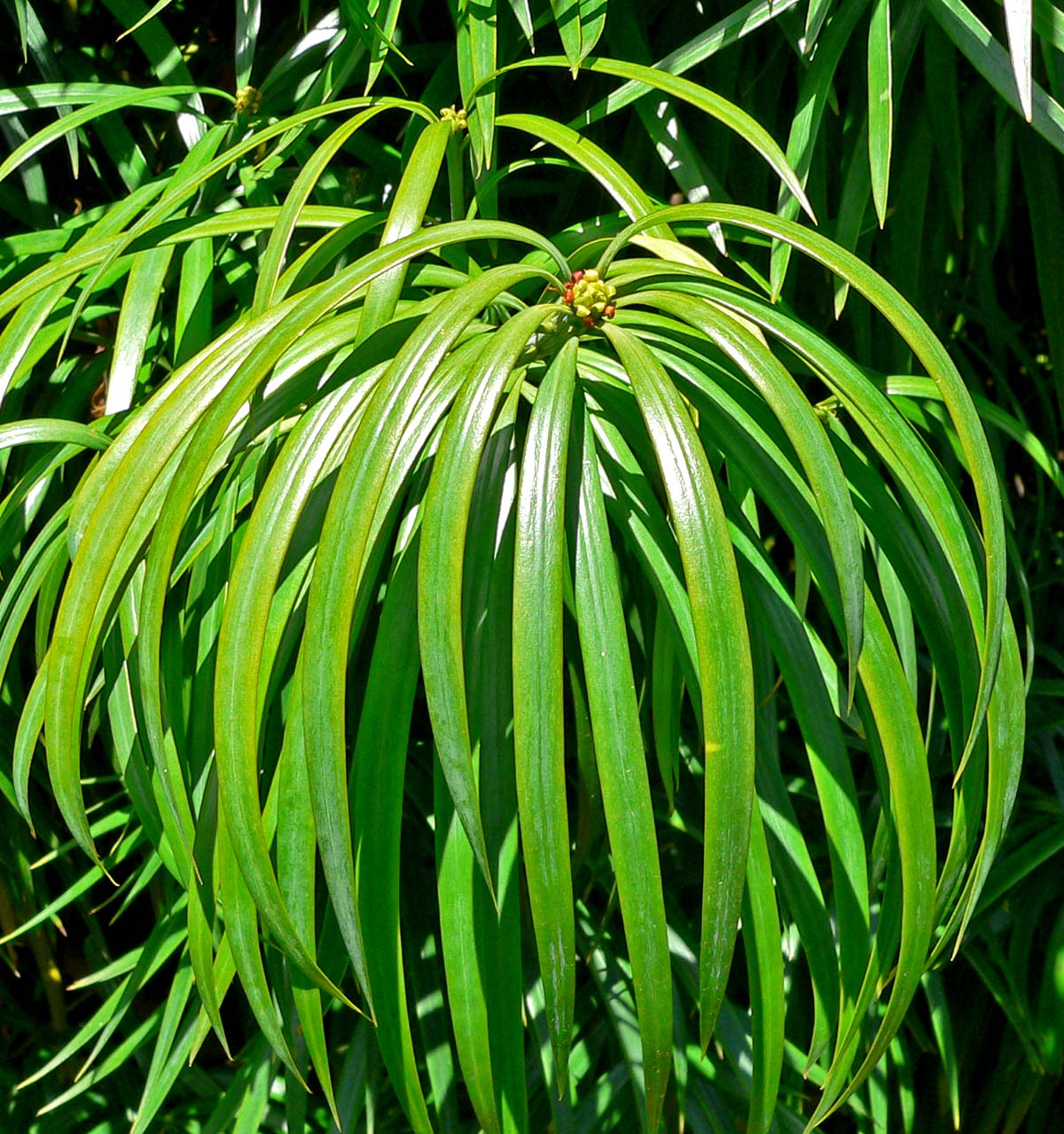
Podocarpus henkelii

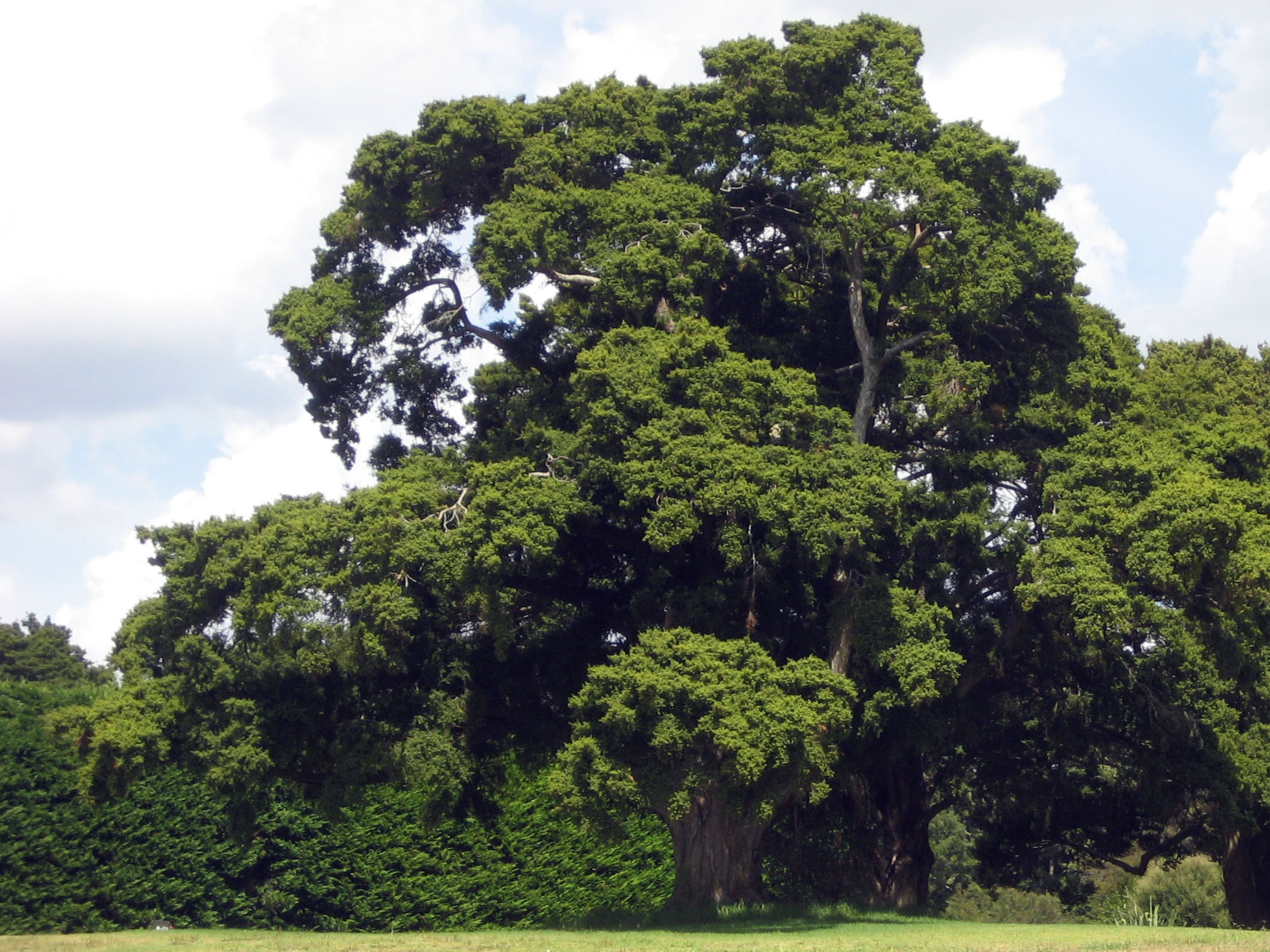
Подокарп тотара

### Вид
- Підвид Podocarpus
  - секція Podocarpus (Східна і Південна Африка)
    - Podocarpus elongatus
    - Podocarpus latifolius

  - секція Scytopodium (Мадагаскар, Східна Африка)
    - Podocarpus capuronii
    - Podocarpus henkelii
    - Podocarpus humbertii
    - Podocarpus madagascariensis
    - Podocarpus rostratus

  - секція Australis (Південно-Східна Австралія, Нова Зеландія, Нова Каледонія, Південне Чилі) 
    - Podocarpus cunninghamii
    - Podocarpus gnidioides
    - Podocarpus lawrencei
    - Podocarpus nivalis
    - Podocarpus nubigenus
    - Podocarpus totara

  - секція Crassiformis (Північно-Східний Квінсленд)
    - Podocarpus smithii

  - секція Capitulatis (Центральна Чилі, Південна Бразилія, Анди: від Північної Аргентини до Еквадору)
    - Podocarpus glomeratus
    - Podocarpus lambertii
    - Podocarpus parlatorei
    - Podocarpus salignus
    - Podocarpus sellowii
    - Podocarpus sprucei
    - Podocarpus transiens

  - секція Pratensis (Від Південно-Східної Мексики до Гаяни і Перу)
    - Podocarpus oleifolius
    - Podocarpus pendulifolius
    - Podocarpus tepuiensis

  - секція Lanceolatis (Південна Мексика, Пуерто-Рико, Малі Антильські острови, Венесуела і високогір'я Болівії)
    - Podocarpus coriaceus
    - Podocarpus matudae
    - Podocarpus rusbyi
    - Podocarpus salicifolius
    - Podocarpus steyermarkii

  - секція Pumilis (Південні Карибські острови та високогір'я Гаяни)
    - Podocarpus angustifolius
    - Podocarpus aristulatus
    - Podocarpus roraimae
    - Podocarpus urbanii

  - секція Nemoralis (Центр і північ Південної Америки)
    - Podocarpus brasiliensis
    - Podocarpus celatus
    - Podocarpus guatemalensis
    - Podocarpus magnifolius
    - Podocarpus purdieanus
    - Podocarpus trinitensis
- Підвид Foliolatus
  - секція Foliolatus (Від Непалу до Суматри, Філіппіни, від Нової Гвінеї до Тонга)
    - Podocarpus archboldii
    - Podocarpus beecherae
    - Podocarpus borneensis
    - Podocarpus deflexus
    - Podocarpus insularis
    - Podocarpus levis
    - Podocarpus neriifolius
    - Podocarpus novae-caledoniae
    - Podocarpus pallidus
    - Podocarpus rubens
    - Podocarpus spathoides

  - секція Acuminatus (Північний Квінсленд, Нова Гвінея, Нова Британія, Калімантан)
    - Podocarpus dispermus
    - Podocarpus ledermannii
    - Podocarpus micropedunculatus

  - секція Globulus (Тайвань, В'єтнам, Суматра, Калімантан, Нова Каледонія)
    - Podocarpus annamiensis
    - Podocarpus globulus
    - Podocarpus lucienii
    - Podocarpus nakaii
    - Podocarpus sylvestris
    - Podocarpus teysmannii

  - секція Longifoliolatus (Від Суматри і Калімантан до Фіджі)
    - Podocarpus atjehensis
    - Podocarpus bracteatus
    - Podocarpus confertus
    - Podocarpus decumbens
    - Podocarpus degeneri
    - Podocarpus gibbsii
    - Podocarpus longefoliolatus (Podocarpus longifoliolatus)
    - Podocarpus polyspermus
    - Podocarpus pseudobracteatus
    - Podocarpus salomoniensis

  - секція Gracilis (Південний Китай, Південно-Східна Азія, Фіджі)
    - Podocarpus affinis
    - Podocarpus glaucus
    - Podocarpus lophatus
    - Podocarpus pilgeri
    - Podocarpus rotundus

  - секція Macrostachyus (Південно-Східна Азія, Нова Гвінея))
    - Podocarpus brassii
    - Podocarpus brevifolius
    - Podocarpus costalis
    - Podocarpus crassigemmis
    - Podocarpus tixieri

  - секція Rumphius (Хайнань, Південно-Східна Азія, Північний Квінсленд)
    - Podocarpus grayae
    - Podocarpus laubenfelsii
    - Podocarpus rumphii

  - секція Polystachyus (Південний Китай, Японія, Малайя, Нова Гвінея і Північно-Східна Австралія)
    - Podocarpus chinensis
    - Podocarpus chingianus
    - Podocarpus elatus
    - Podocarpus fasciculus
    - Podocarpus macrocarpus
    - Podocarpus macrophyllus
    - Podocarpus polystachyus
    - Podocarpus ridleyi
    - Podocarpus subtropicalis

  - секція Spinulosus (Південно-Східне та Південно-Західне узбережжя Австралії)
    - Podocarpus drouynianus
    - Podocarpus spinulosus

## Використання
Кілька видів Podocarpus вирощують як садові дерева. Червоні, фіолетові або синюваті м'ясисті плоди більшості подокарпусів їстівні у сирому або вареному вигляді. Вони мають клейкий м'якуш з трохи солодкуватим смаком. Тим не менш, вони слабко токсичні, тому їх можна вживати лише в невеликих кількостях. Деякі види подокарпусів використовують в системах традиційної медицини.